# Laca-Mali-Cau (Ort)
Laca-Mali-Cau (Laka Malikau, Lakamalikau, Lokamalikau, Lokamalikan, Laca-Mali) ist eine osttimoresische Siedlung im Suco Maulau (Verwaltungsamt Maubisse, Gemeinde Ainaro). Das Dorf befindet sich im Zentrum der Aldeia Laca-Mali-Cau, auf einer Bergkuppe auf einer Meereshöhe von 1464 m. Die Siedlung gruppiert sich entlang einer kleinen Straße, die nach Westen in den Ort Hato-Lete führt. Nördlich liegt das Dorf Ussululi.

## Geschichte
Während des Bürgerkrieges zwischen FRETILIN und UDT 1975 wurden 30 UDT-Kämpfer aus Ermera in Laca-Mali-Cau am 14. August von FRETILIN-Anhängern aus Turiscai angegriffen. Acht Häuser wurden niedergebrannt.